# Echinoteuthis famelica
Echinoteuthis famelica is een inktvissensoort uit de familie van de Mastigoteuthidae. De wetenschappelijke naam van de soort werd  voor het eerst geldig gepubliceerd in 1909 door Berry als Chiroteuthis famelica.